# Habenaria virens
Habenaria virens är en orkidéart som beskrevs av Achille Richard och Henri Guillaume Galeotti. Habenaria virens ingår i släktet Habenaria och familjen orkidéer. Inga underarter finns listade i Catalogue of Life.